# Płaczki (Łódź)
Pour les articles homonymes, voir Płaczki.
Płaczki (prononciation [ˈpwat͡ʂki]) est un village de la gmina de Nowa Brzeźnica, du powiat de Pajęczno, dans la voïvodie de Łódź, situé dans le centre de la Pologne.
Il se situe à environ 6 kilomètres au sud-ouest de Nowa Brzeźnica (siège de la gmina), 14 kilomètres au sud-est de Pajęczno (siège du powiat) et 85 kilomètres au sud de Łódź (capitale de la voïvodie).
Sa population s'élevait à 22 habitants en 2006.

## Administration
De 1975 à 1998, le village était attaché administrativement à l'ancienne voïvodie de Częstochowa.

Depuis 1999, il fait partie de la nouvelle voïvodie de Łódź.